# アリクの瞳
『パレス・オブ・ザ・シルバー・プリンセス』（Palace of the Silver Princess）は、ダンジョンズ&ドラゴンズ・ベーシック・セット用のモジュールである。これは1980年にジーン・ウェルズによって執筆され、1981年にオレンジ色のカバーで出版された。Palace of the Silver Princessには、1回のゲームセッションにふさわしい構成で設計された1つの冒険が収録されている。宮殿の入口付近はゲームブック形式で記述され、初心者ダンジョンマスターとプレイヤーがどうすればよいか迷わずにすむようになっている。モジュールには32ページの小冊子と独立した外装カバーの裏側にゲーム地図が用意されている。1987年のGAZ1 カラメイコス大公国で、このモジュールの舞台であるヘイブンはカラメイコスの東部に配置された。
1985年には『アリクの瞳』（アリクのひとみ）というタイトルで日本語版が出版された。

## プロット概要
このモジュールには、荒れ果てた宮殿、ホワイトドラゴン、巨大なルビーを取り巻く伝説に関する低レベル向けシナリオが記載されている。プレイヤーキャラクターは宮殿を占拠した邪悪なクリーチャーに遭遇する。Palace of the Silver Princessのプロットは、奇妙な紅い光によって時を止められた国を中心に展開する。唯一の影響を受けていないように見える場所、そして明白な光の源は王宮である。冒険者達は時の流れを回復し、国を救わねばならない。

## 出版履歴
Palace of the Silver PrincessはD&Dベーシック・セットと共に使用するためにデザインされた。冒険は本来ジーン・ウェルズによって執筆され、1981年にTSRによって黄褐色の外装折りたたみ地図カバーで出版された。カバーアートの担当はエロル・オータスであった。初刷りは刊行後間もなく、速やかに回収され破棄された。この本は大規模なイラストの描き直しと、ウェルズとトム・モルドヴェイによって全面的な本文の書き直しが行われ、1981年中に濃緑色のカバーで再出版された。
Palace of the Silver Princessの歴史はウィザーズ・オブ・ザ・コーストの公式サイト上の記事で詳述された。このモジュールのオリジナルの版は、TSRの重役であるケビン・ブルームがこれをめくり見て製品全ての回収とイラストの描き換えを命じたため、出版の直前に回収された。TSRはモジュールの内容と体裁に重大な欠陥があると発表し、TSRが発見することのできた全ての製品は返送され、破棄された。オレンジ色カバー版の全ての製品は地元のゴミ処理場に送られ、トム・モルドヴェイに執筆されたかなり改定された新たな版が、色が変更されたカバー、一新された本文イラスト、プレイアビリティ向上のために行われたある種の編集と共に、その後まもなく出版された。
取り除かれたイラストにはローラ・ロスロフ（ジム・ロスロフの妻）による｢デカプスの幻覚｣（女性が自分自身の毛髪で縛り上げられたイラスト）のような題材が含まれるが、概して異議の出たイラストは当時発売された他のいくつかの製品に比べるとむしろおとなしいものであり、従って回収事件の詳細は憶測を招きやすい問題である。
フランク・メンツァー（このモジュールの編集者）は違った出来事を思い出す。彼の回想ではブライアン・ブルーム（ケビン・ブルームではなく）がこのモジュールを回収するように命じ、その理由は他のいかがわしい幾つかのイラストよりもむしろ、19ページの特定のイラスト（ubueと呼ばれる頭が3つあるモンスターで、その頭はTSRの3重役であるブルーム兄弟、ゲイリー・ガイギャックスのカリカチュア）であるとしている。
オリジナル版のモジュールは財宝、モンスター、罠の一覧が用意されており、所々空白になっている本文にダンジョンマスターが自分で記入するようになっていたが、第2版ではより標準的なダンジョンとなり、記入式は廃止された。
1985年、株式会社新和が日本語版を出版した。第2版をさらに改定した1983年版よりの日本語化であり、カバーは濃緑色である。
オレンジ色カバーの製品はごくわずかが生き残った。限られた製品数は、この版を非常なコレクターズアイテムとした。1984年のGen Conゲームフェアにおけるオークションでは、1冊が300ドルで落札された。

## 評判
ジム・バンブラはホワイトドワーフ誌でPalace of the Silver Princessを論評し、10段階で10を与えて言った。「プレイと完了させることがかなり簡単で、新人DMとプレイヤーにふさわしい、ゲームへの優秀な導入編だ」。彼はダンジョンマスターの参考になる、なじみの薄い表現に関する用語集と、プレイに有用なヒントを書き留めた。バンブラはこう述べることで論評を締めくくった。「D&Dベーシック・セットのB2 [The Keep on the Borderlands] はこれと入れ替えるべきだ」（当時、ベーシック・セットにはB2が同梱されていた）。

## 注記
1. 1 2 3 4  ジム・バンブラ (1982-11). “Open Box: Dungeon Modules”. ホワイトドワーフ (ゲームズワークショップ) (35号):  14-15. ISSN 0265-8712.
2. 1 2 3 4  “Dungeons & Dragons FAQ”.  ウィザーズ・オブ・ザ・コースト. 2008年10月3日時点のオリジナルよりアーカイブ。2008年10月3日閲覧。
3. 1 2 3 4  チーロ・アレッサンドロ・サッコ. “The Ultimate Interview with Gary Gygax”. thekyngdoms.com. 2008年10月24日閲覧。
4. ↑  イアン・リビングストン (1982年). Dicing with Dragons, An Introduction to Role-Playing Games (改訂版 ed.). Routledge. ISBN 0710094663 (preview)
5. 1 2 3 4 5  ローレンス・シック (1991年). Heroic Worlds: A History and Guide to Role-Playing Games. Prometheus Books. p. 135ページ. ISBN 0-87975-653-5
6. 1 2  ジョン・D・ラトリフ. “B3. Palace of the Silver Princess”.  TSR/ウィザーズ・オブ・ザ・コースト. 2008年1月3日閲覧。
7. ↑  フランク・メンツァー. “Q&A with Frank Mentzer”.   Dragonsfoot Forums. 2010年1月29日閲覧。

- 論評：ディファレントワールズ誌 19号（1982年）